# Завада, Виктор Степанович
Виктор Степанович Завада (20 или 6 или 7 сентября 1912, Скобелев, Туркестанский край — 12 ноября 1967, Ленинград) — советский футболист, полузащитник. Заслуженный тренер СССР (1966, баскетбол).
Окончил ГОЛИФК имени П. Ф. Лесгафта (1932—1936), преподаватель, специалист высшей квалификации. Выступал за команду ГОЛИФКа в соревнованиях по футболу, хоккею с мячом, волейболу, баскетболу (1938—1940). В 1938 году провёл три матча в чемпионате СССР по футболу в составе «Сталинца». Во время Великой Отечественной войны был в партизанском отряде лесгафтовцев в Псковской области. Награждён медалями «За оборону Ленинграда» и «За трудовое отличие». После войны служил в минском Доме офицеров, был начальником футбольной команды.
В феврале 1946 года переехал в Ленинград, работал в ГОЛИФКе преподавателем. Тренировал сборную Ленинграда по баскетболу (1960-е годы).
Трагически погиб в 1967 году. Похоронен на кладбище Памяти жертв 9-го января.